# アーシュ・ジューシュパレ

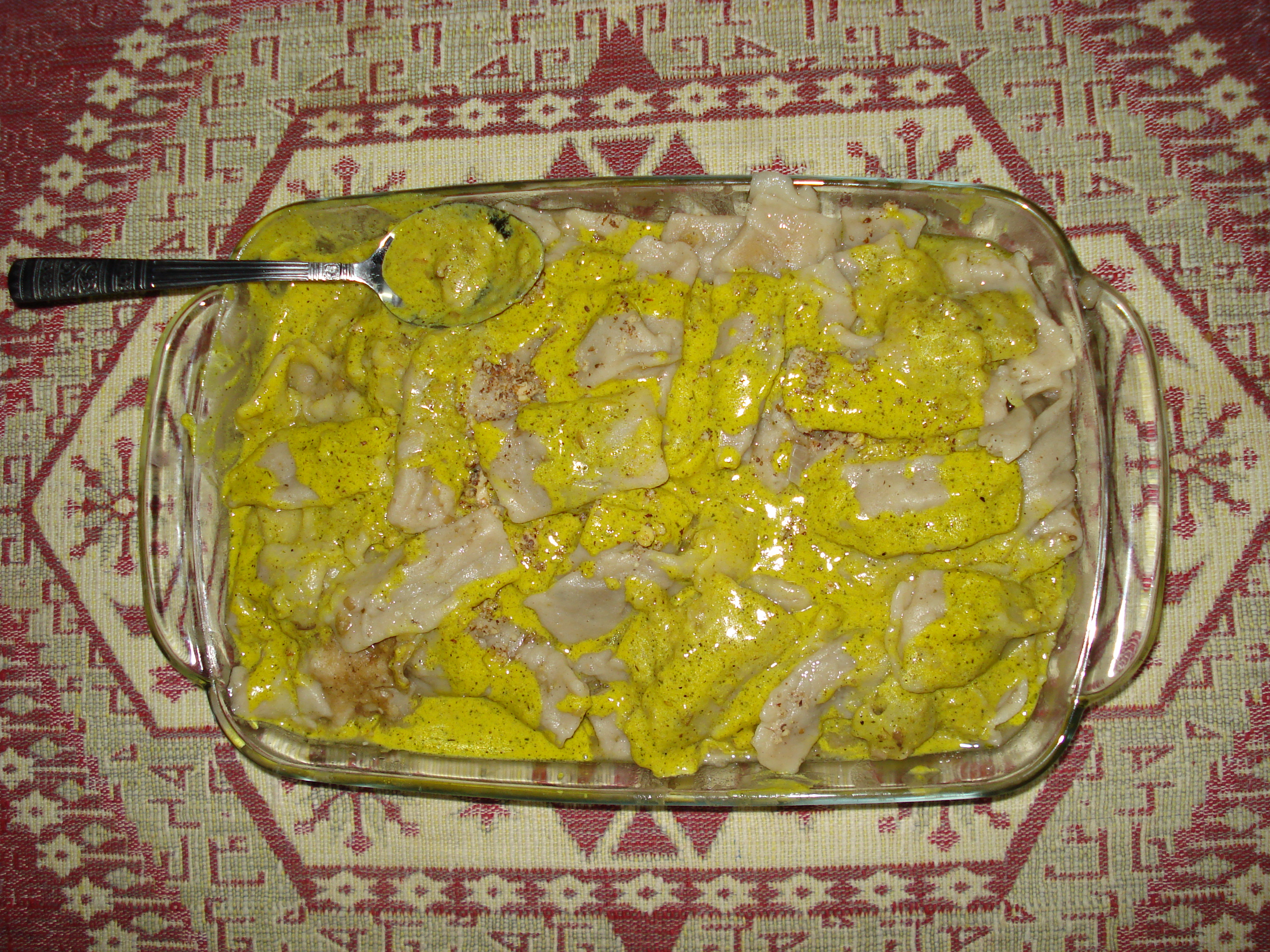
アーシュ・ジューシュパレ

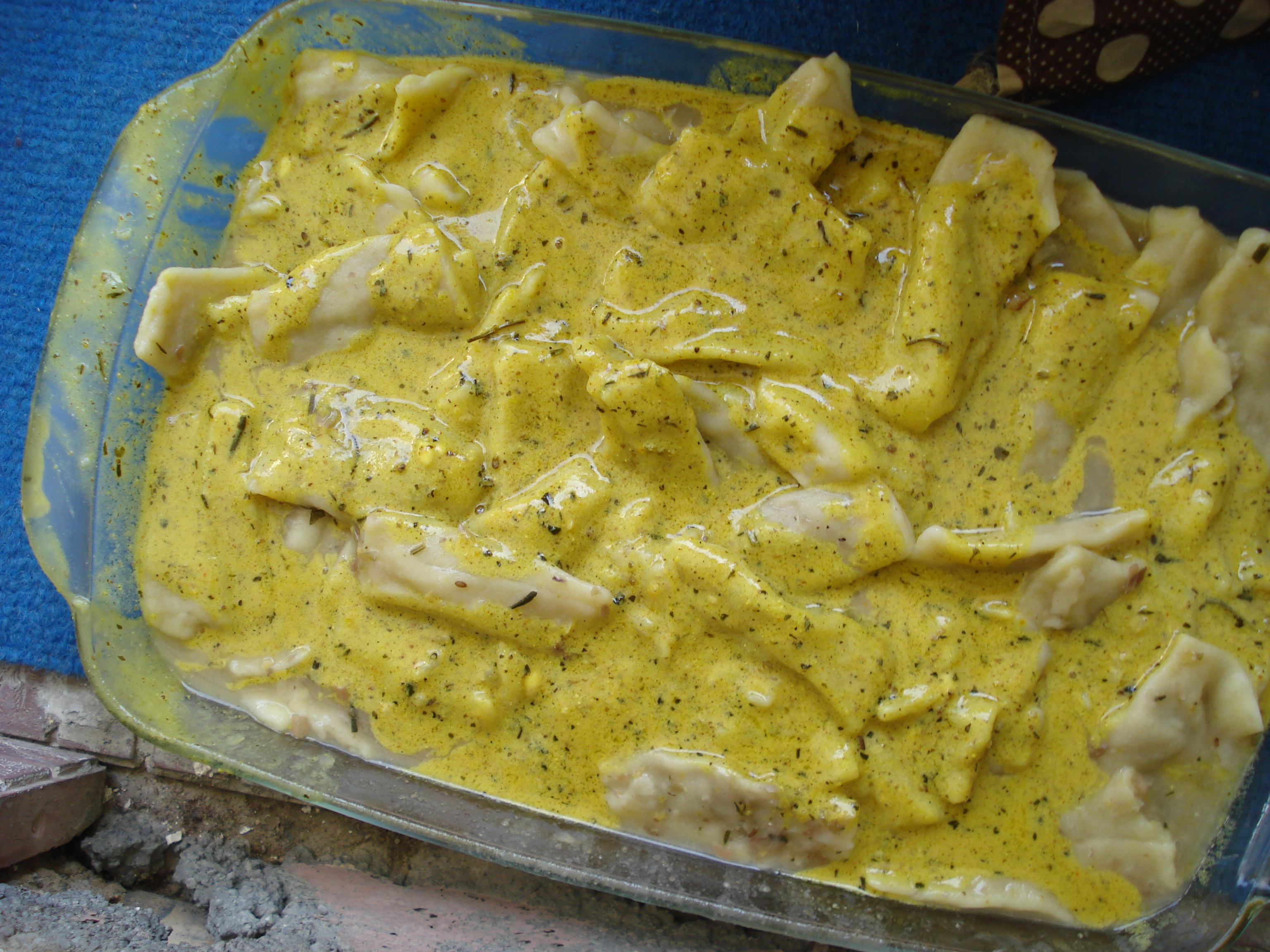
アーシュ・ジューシュパレ

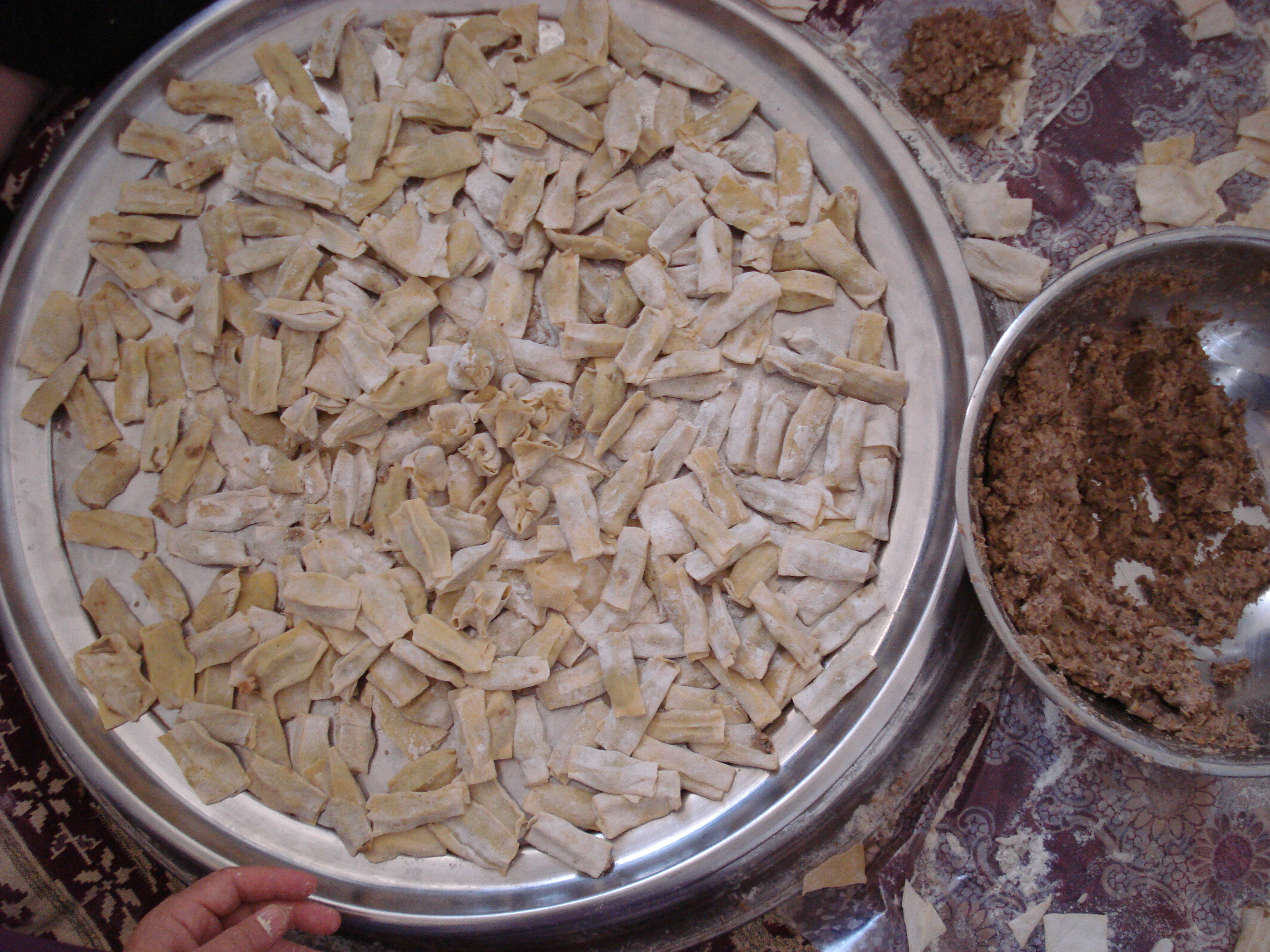
ジューシュパレ（サモサ）

アーシュ・ジューシュパレ（آش جوش پره）は、イラン料理であるアーシュ（スープ）の一種。ホラーサーン、ゴナーバード、フェルドウス、サブゼヴァール地方などで作られる郷土料理である。
ベイハギーは、その著『ベイハギー史』の中でこの料理の名前をあげている。
多種あるアーシュの中でも古くからあるアーシュであるが、作るのに手間暇がかかるため、現在ではそれほど食されていない。家庭で食べる料理というよりは、人が集まった際提供される、おもてなし料理の位置づけである。
2021年1月5日、アーシュ・ジューシュパレは、イラン政府によって、イランの無形遺産として登録された。

## 作り方
小麦粉を水でこねて生地を作り、薄く広げて葉っぱの形にし、その上に、炒めた玉ねぎのみじん切り、あらかじめ調理し潰したレンズ豆とエンドウ豆、香辛料、そして近年では肉とクルミを乗せ、三角形あるいは四角形の形に、開かないように包む。これがジューシュパレ（サモサ、あるいは餃子やラビオリのようなもの）である。このジューシュパレをアーシュに入れ、十分煮込んでから、粉状にしたキャシュク（発酵乳を乾燥させたもの）を少し加える。
近年では、茹でる前のジューシュパレやアーシュが店で販売されており、購入することもできる。ジューシュパレを油で揚げて食べる人もいる。  